# الفيروسية: البحث عن أصل كوفيد 19
الفيروسية: البحث عن أصل كوفيد 19هو كتاب عام 2021 من تأليف عالمة الأحياء الجزيئية الكندية ألينا تشان وكاتب العلوم البريطاني مات رايدلي. يصف المؤلفون التحقيقات الجارية في أصل كوفيد 19.
تلقى الكتاب آراء متباينة. قال آدم أونيل من صحيفة وول ستريت جورنال إن الكتاب قد جمع «ربما الحالة الأكثر شمولاً لنظرية تسرب المختبر المتوفرة حاليًا». كتب مايكل هيلتزيك في صحيفة لوس أنجلوس تايمز أن المؤلفين «وضعوا نظرية مؤامرة بين الأغلفة الصلبة لتتنكر على أنها تحقيق علمي رصين»، «ممكن للغاية» بدلاً من «صحيح بالتأكيد». اعتبر الصحفي الطبي مارك هونيجسبوم الذي كتب في صحيفة الغارديان أن الحجة الرئيسية للكتاب غير مقنعة، وأن بعض أوصاف تشان وريدلي «مضللة للغاية».
كان من المقرر نشر نسخة «محدثة بالكامل» في يونيو 2022، وتم طرحها للبيع في 23 يونيو 2022.